# 潔若婷·麥考琳
潔若婷·麥考琳（英語： Geraldine McCaughrean，1951年6月6日—）是一位英國兒童文學作家。

## 人物概要
1951年，在英國出生。家中排行老三，麥考琳曾經任教但是覺得不適合，並且發現她真正興趣在於文字寫作。她說她可以最愛在文字慾望裡從令人不滿的世界中逃脫。她的座右銘是：「不要寫關於您知道的，寫關於您想知道的」。1988年獲得卡內基獎，1989年獲得衛報獎。
麥考琳在德國和美國，也贏得她的文學獎並在全世界被翻譯成42種語言。她的工作包括重敘孩子們的：奧德賽、熙德、坎特伯雷故事集、天路歷程續集、白鯨記、一千零一夜和吉爾伽美什。在2005年，她被偉大的奧蒙街醫院給詹姆斯·馬修·貝瑞（James Matthew Barrie）的彼得潘寫了一個正式的續集紅衣彼得潘。
麥考琳在2006年被選為坎特博雷基督教堂大學的風雲人物。她在2010年被選為英國協會的風雲人物，也在2010年被選為文學皇家社會的風雲人物。
她為成人還有許多小孩寫了六篇歷史小說包括與雲共舞、石頭孵化和海盜天堂。

## 獲獎經歷
2004年被提名為安徒生獎候選人。2006年被坎特伯雷基督教會大學選為榮譽成員，2010年成為英語協會成員及皇家文學學會成員。
- 惠特布雷德獎 1987年 對《比天使微小一點》（A Little Lower Than the Angels）
- 卡內基獎 1988年 對《謊話連篇》（A Pack of Lies）
- 衛報獎 1989年 對《謊話連篇》（A Pack of Lies）
- 惠特布雷德獎 1994年 對《砂金》（Gold Dust）
- 藍彼得年度書獎 2000年 對《天路歷程續集》（A Pilgrim's Progress）
- 惠特布雷德獎 2004年 對《世界不會終結》（Not the End of the World）
- 普立茲獎 2008年 對《冰色黑暗》（The White Darkness）

## 主要作品
麥考琳寫了超過150書，並贏得了許多文學獎。
- 《比天使微小一點》（A Little Lower Than the Angels）
- 《砂金》（Gold Dust）
- 《天路歷程續集》（A Pilgrim's Progress）
- 《擋火車》（Stop the Train）
- 《與雲共舞》（The Kite Rider）
- 《小天使》（Little Angel）
- 《謊話連篇》（A Pack of Lies）
- 《奶奶的時鐘》（My Grandmother's Clock）
- 《石頭孵化》（The Stones Are Hatching）
- 《紅衣彼得潘》（Peter Pan in Scarlet）
- 《海盗天堂》（Plundering Paradise）
- 《海盜的兒子》（The Pirate's Son）
- 《世界不會終結》（Not the End of the World）
- 《冰色黑暗》（The White Darkness）
- 《莎士比亞故事集》（Stories from Shakespeare）
- 《微笑！》（Smile!）
- 《帖木兒的大象》（Tamburlaine's Elephants）
- 《抵抗死亡的胡椒粉》（The Death Defying Pepper Roux）

## 相關項目
- 彼得潘

## 外部連結
- Official website of Geraldine McCaughrean （页面存档备份，存于）
- "Neverland regained" （页面存档备份，存于）: a review in the TLS by Mick Imlah, 25 October 2006
- 潔若婷·麥考琳 at British Council: Literature